# Gymnosiphon guianensis
Gymnosiphon guianensis là một loài thực vật có hoa trong họ Burmanniaceae. Loài này được Gleason mô tả khoa học đầu tiên năm 1929.